# Mateo Schinner
Mateo Schinner (Mühlebach, Valais, Suiza, c.1470 - Roma, 1 de octubre de 1522) religioso, diplomático y militar suizo, era conocido por su principal dignidad eclesiástica, cardenal de Sion o cardinal Sedunese. Fue una figura clave para la Iglesia Católica por su papel fundamental en la recluta y dirección de tropas suizas al servicio de los Estados Pontificios durante las primeras décadas de las guerras italianas.

## Biografía

### Primeros años
Sacerdote en Aeernen en 1496, adquirió la titularidad del obispado de Sion el 20 de septiembre de 1499. Se distinguió enseguida respaldando las políticas de Roma contrarias al expansionismo francés en la península itálica.

### Vida religiosa
Amén del obispado de Sion, y del cardenalato, fue legado papal para Lombardía y Alemania a partir del 7 de enero de 1512. En febrero de ese año es nombrado administrador de Novara y finalmente, en noviembre de 1520, de Catania.

### Diplomacia
Fue embajador de la Santa Sede ante la Dieta de los cantones de la confederación suiza en varias ocasiones, tanto bajo Julio II, como con León X, siendo su principal función, la de conseguir levas de soldados suizos a servicio del Papa, así como obstaculizar la acción de los embajadores franceses a la hora de conseguir reclutas en el país alpino. 
Fue embajador en Londres en 1516 ante Enrique VIII para conseguir un acuerdo más favorable a la corona española en una revisión del tratado de Noyon.

### Militar
Como legado papal en Lombardía, tuvo como responsabilidad de dirigir las tropas de la Iglesia que actuaron en la zona. Así, participó en las batallas de Pavía, Novara, y Marignano a cargo de las tropas suizas. 